# 에멀라인 헨리

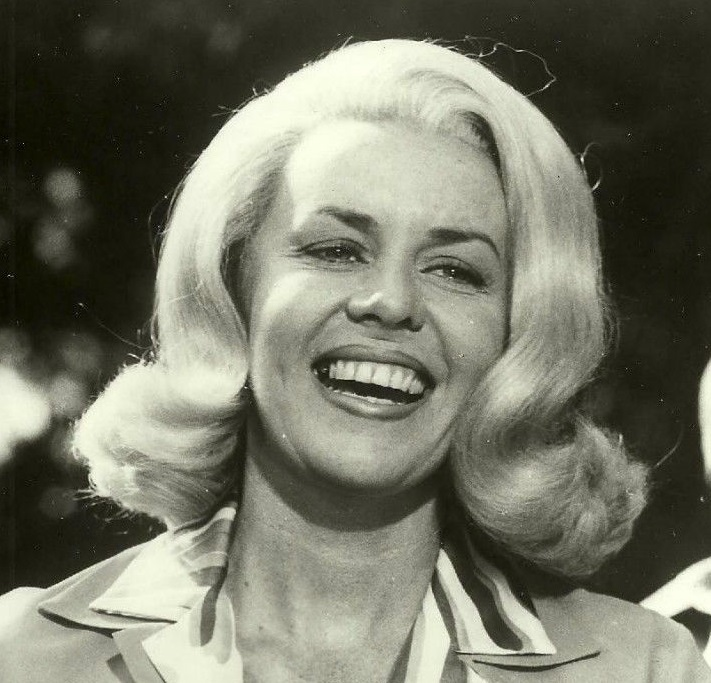

에멀라인 헨리(Emmaline Henry, 1928년 11월 1일 ~ 1979년 10월 8일)는 미국의 음악가, 연극 배우, 텔레비전 배우, 영화배우이다.
필라델피아에서 태어났으며 팜스프링스에서 사망하였다.

## 영화
- 로즈메리의 아기 (1968년) - 엘리즈 던스탠 역
- 내 사랑 지니 (1965년)
- 럭키 미 (1954년)